# 赵志奇
赵志奇（1938年—），男，河南开封人，中国神经科学家，曾任中国科学院上海脑研究所研究员，复旦大学教授，中国神经科学学会副理事长。